# Curețe, Mureș
Curețe este un sat în comuna Râciu din județul Mureș, Transilvania, România.